# Chiesa di San Vincenzino
La chiesa di San Vincenzino, indicata anche come Monasterium Novum, era una chiesa di Milano. Situata assieme all'omonimo monastero nell'attuale via Camperio, fu demolita nel 1964. Gli elementi della facciata vennero reimpiegati per la costruzione della chiesa dei Santi Sergio, Serafino e Vincenzo nell'adiacente via Giulini.

## Storia
La tradizione vuole il monastero fondato nel 770 dalla moglie di re Desiderio, mentre i primi documenti ufficiali circa l'esistenza del complesso risalgono al 1073. La chiesa fu fondata solo nel 1153.
Il monastero si salvò a fine Settecento dalla soppressioni austriache di molti ordini monastici, ma non dalle soppressioni francesi, che comportarono la confisca di tutte le opere d'arte e di valore del complesso: in questo periodo la chiesa fu convertita a deposito. Dal 1818 la chiesa ospitò la scuola e studio di Pelagio Palagi, per poi ridiventare magazzini ed essere infine convertito a locali per il Cinema Dante nel 1908, anno in cui vennero staccati otto affreschi presenti nella chiesa, oggi conservati nella Pinacoteca del Castello Sforzesco. La chiesa fu demolita nel 1964 assieme al complesso monastico. Dell'antico complesso fu traslata la facciata tardogotica, che ora costituisce il fronte della chiesa dei Santi Sergio, Serafino e Vincenzo di rito ortodosso in via Giulini.
Fino al 1920 il monastero diede il nome alla via, che prendeva in nome di "San Vincenzino al Castello".

## Architettura
La chiesa di presentava con la tipica struttura dei monasteri di clausura: l'aula era separata in due parti, una per le monache e l'altra per i fedeli, era ad una sola navata con copertura a volta. La chiesa presentava due facciate, una che dava sulla strada e l'altra sul giardino del monastero: la prima fu realizzata in stile barocco nel XVII secolo da Gian Domenico Richini, mentre la seconda risalente al XV secolo, di autore sconosciuto, mostrava uno stile di transizione tra il tardogotico e il rinascimento lombardo.
Tra le opere recuperate un tempo presenti nella chiesa si possono citare:
- Il Martirio di San Vincenzo, affresco staccato in più parti e riportato su tela attribuito ad Aurelio Luini, conservato oggi presso Pinacoteca di Brera
- Episodio del martirio di San Vincenzo o San Lorenzo, affresco riportato su vetroresina attribuito ad Aurelio Luini, conservato presso la Pinacoteca del Castello Sforzesco.
- Deposizione nel sepolcro, affresco strappato riportato su tela di Giovanni Paolo Lomazzo, conservato presso la Pinacoteca del Castello Sforzesco.
- Gesù nel limbo, affresco strappato e riportato su tela di Giovanni Paolo Lomazzo, conservato presso la Pinacoteca del Castello Sforzesco
- Il Mosè, affresco strappato e riportato su tela di Ambrogio da Fossano, conservato presso la Pinacoteca del Castello Sforzesco.